# Ioannis Paraskevopoulos
Ioannis Paraskevopoulos (in greco Ιωάννης Παρασκευόπουλος?; Theisoa, 25 dicembre 1900 – Atene, 8 aprile 1984) è stato un politico e banchiere greco.

## Biografia
Fu primo ministro della Grecia dal 30 dicembre 1963 al 18 febbraio 1964 e dal 22 dicembre 1966 al 3 aprile 1967.